# Барабанов, Леонид Петрович
Леонид Петрович Барабанов — советский хозяйственный, государственный и политический деятель, Герой Социалистического Труда.

## Биография
Родился в 1935 году в Нижних Сергах. Член КПСС.
С 1956 года — на хозяйственной, общественной и политической работе. В 1956—1995 гг. — работник редакции местной газеты в Нижних Сергах, инструктор райкома ВЛКСМ, участник строительства, вальцовщик цеха № 7 Первоуральского новотрубного завода Министерства чёрной металлургии СССР.
Указом Президиума Верховного Совета СССР от 5 марта 1976 года присвоено звание Героя Социалистического Труда с вручением ордена Ленина и золотой медали «Серп и Молот».
Избирался депутатом Верховного Совета РСФСР 10-го и 11-го созывов. Делегат XXVI съезда КПСС.
Умер в Первоуральске 5 августа 1996 года, похоронен на городском кладбище.